# Kirsty McGarry
Kirsty McGarry (ur. 25 lipca 1985 w Dalkey, Irlandia) – irlandzka narciarka alpejska. Dwukrotnie występowała na zimowych igrzyskach olimpijskich – w 2006 i 2010.
Z wykształcenia jest fizjoterapeutką.